# 梶ヶ森キャンプ場
梶ヶ森キャンプ場（かじがもりキャンプじょう）は、高知県長岡郡大豊町にあるキャンプ場で、標高1270mのところにある。

## 概要
区画なしのテントサイトを設けている。

## 設備
- バイオトイレ
- 汲み取り式トイレ
- 炊事棟
- バーベキューコンロ（有料）

## 営業期間及び時間
- 通年

## アクセス
- 高知自動車道大豊ICから約20km。
- JR土讃線・大杉駅より車で約45分[2]。

駐車場
無料/8台

## 周辺・近隣施設等
- 梶ヶ森県立自然公園
- 龍王の滝
- 道の駅大杉
- 杉の大スギ
- 豊楽寺薬師堂（国宝）
- NHK大豊ラジオ中継放送所